# Súcubo

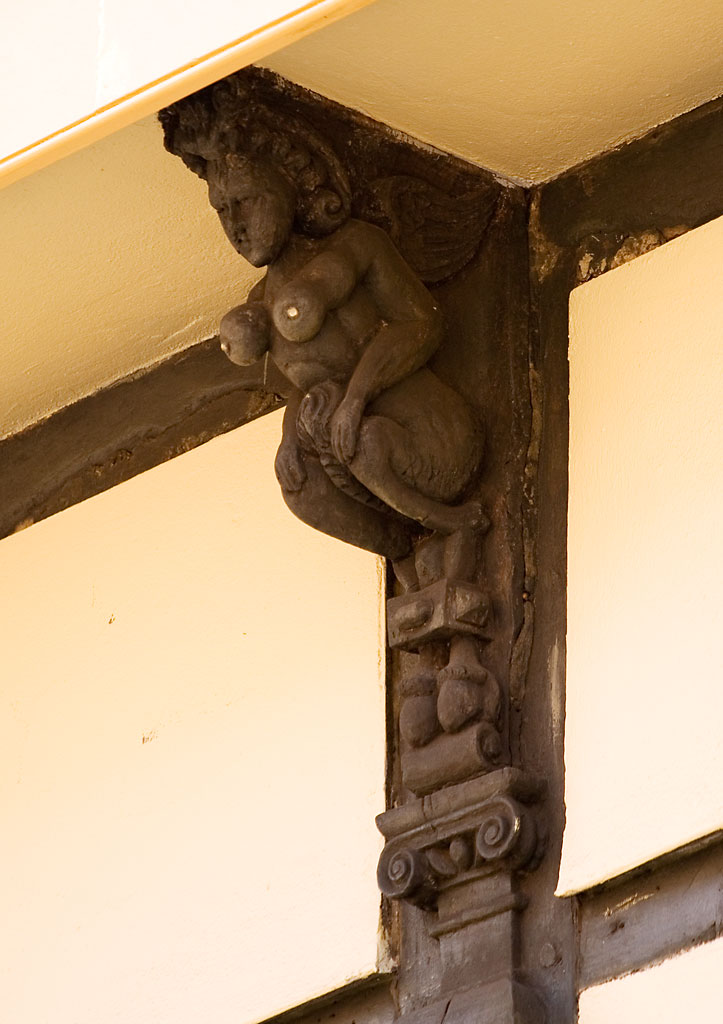
Escultura de um súcubo alado.

Súcubo (em latim succubus, de succubare) é uma personagem referenciada pela cultura popular e mitologias como um demônio com aparência feminina que invade o sonho dos homens a fim de ter uma relação sexual com eles para lhes roubar a energia vital.
De acordo com a lenda, a súcubo se alimenta da energia sexual dos homens e coleta seu esperma para engravidar a si mesma ou a outros súcubos, e quando invade o sonho de uma pessoa ele toma a aparência do seu desejo sexual e suga a energia proveniente do prazer do atacado. As súcubos tendem a ficar mais fortes e mais frequentes em épocas de transição de lua cheia, com isso ficando mais descontroladas e mais sedentas.
Estão associados a casos de doenças e tormentos psicológicos de origem sexual, pois após os ataques se seguiam pesadelos e poluções noturnas nas vítimas (sendo a explicação mitológica para essas ações físicas e imaginárias). De acordo com a mitologia, são seres que podem viver aproximadamente 750 anos. A contraparte masculina desse demônio é chamada de íncubo.

## Etimologia
A palavra "succubus" vem de uma alteração do antigo latim succuba significando prostituta. A palavra é derivada do prefixo "sub", em latim, que significa "em baixo, por baixo", e da forma verbal "cubo", ou seja, "eu me deito". Assim, o súcubo é alguém que se deita por baixo de outra pessoa, e o íncubo (do latim, "in", "sobre") é alguém que está em cima de uma outra pessoa.

## História

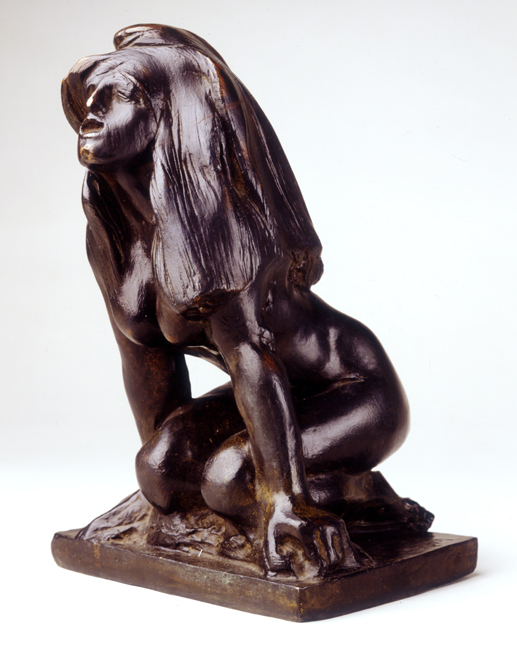
O Súcubo, uma escultura de 1889 de Auguste Rodin.

Em lendas medievais do extremo oeste, um succubus (no plural succubi) ou succuba (no plural succubae) é um demônio que toma a forma de uma mulher bonita para seduzir homens (especialmente monges), em sonhos, a fim de ter relações sexuais. Elas usam os homens para sustentarem-se de sua energia, por vezes até ao ponto de exaustão ou morte da vítima. São de mitologia e fantasia: Lilith, as Lilin (judeu), Lilitu ou Relhcip'Acissej (Sumério), e em fábulas de redações cristãs (folclores não fazem parte da teologia cristã oficial), considerados succubi. No geral, tendo origem ampla e em diferentes períodos e contextos históricos.

## Características
A aparência do succubus varia, mas, em geral, elas são descritas como detentoras de uma sedutora beleza, muitas vezes com asas de morcego e grandes seios. Elas também têm outras características demoníacas, tais como chifres e cascos. Às vezes, aparecem como uma mulher atraente em sonhos que a vítima parece não conseguir retirar da sua mente. Elas atraem o sexo masculino e, em alguns casos, o macho "apaixona-se" por ela. Mesmo fora do sonho ela não sai da sua mente. Ela permanece lentamente a retirar-lhe energia até à sua morte por exaustão. Outras fontes dizem que o demônio irá roubar a alma do macho através de relações sexuais.
De acordo com o Malleus Maleficarum, ou "Código Penal das Bruxas", os succubi recolhem sêmen dos homens com os quais copulam para que um íncubo possa, então, posteriormente, engravidar mulheres. Crianças assim nascidas eram para ser supostamente mais suscetíveis às influências de demônios.
Em algumas crenças o súcubo se metamorfosearia no íncubo com o seu sêmen recém-colhido, pronto para engravidar suas vítimas. Deve-se levar em conta a crença de que demônios não podem se reproduzir naturalmente. Porém, o íncubo poderia engravidar uma mulher a partir do sêmen obtido no ataque do súcubo.

### Crença do Oriente Médio
A versão do succubus conhecida como "um Al duwayce" (أٌم الدويس) retrata o succubus como uma bonita, sedutora e perfumada mulher que vagueia no deserto nos cascos de um camelo. Enquanto outras formas de succubus participam de intercurso sexual para coletar esperma e engravidar mulheres tomando a forma de incubus, esta succubus em especial é uma juíza da vingança sobre aqueles que cometem adultério. Ela atrai esses homens que têm relação com ela, enquanto que lâminas afiadas existentes dentro de sua vagina decepam o pênis do parceiro, deixando-o angustiante de dor. Após ter deixado o homem inconsciente, ela se transforma em sua forma verdadeira e o come vivo .

## Na cultura popular
- Na Light Novel, anime e mangá Overlord, de Kugane Maruyama, a personagem Albedo é um súcubo.
- A personagem principal da série Lost Girl chamada Bo Dennis é uma súcubo, a qual se alimenta do chi sexual dos humanos. Na série é visto que as súcubos possuem um poder de persuasão através do toque.
- Na série animada South Park, na terceira temporada, episódio 3, os meninos descobrem que o "chef" deixou o emprego na cantina para ficar noivo de Vanessa. Intrigados, investigam e descobrem que ela é uma súcubo.
- A personagem Evelynn do jogo League of Legends é um súcubo.
- Na série original da Netflix The Gates o filho do personagem principal se apaixona por um jovem súcubo.
- Na novela Deus Salve o Rei a personagem Brice (interpretada por Bia Arantes) é uma bruxa que se alimenta da energia dos homens, possivelmente inspirada em um súcubo.
- Na série Grimm na 1ª temporada no episódio 11 chamado de "Tarantella", os protagonistas investigam sobre um súcubo.
- Na série de televisão Charmed, no episódio 5 da 2ª temporada, há um súcubo.
- Morrigan Aensland da série de jogos eletrônicos Darkstalkers da Capcom é a mais famosa.
- No mangá Rosario + Vampire, a verdadeira natureza da Kurumu é uma súcubo.
- Em Astarotte no Omocha, a personagem principal é uma princesa súcubo.
- A heroína do mangá Rusty Soul: Brandish é uma súcubo com o nome de Twiska.
- Súcubos aparecem no mangá Kono Subarashii Sekai ni Shukufuku o! e em um episodio do anime o protagonista Kazuma contrata os serviços de uma súcubo.
- Em Soul Eater, nos capítulos 17 e 18, um succubus aparece.
- No filme The possessed, produção tailandesa, Dau é possuída por um súcubo após consumir carne crua, e à noite,  o espírito saía  de seu corpo para fazer seus clientes vítimas e os devorava vivos.
- No mangá e anime Demi-chan wa kataritai, Sakie Satou é uma súcubo.
- Em A Lenda de Sleepy Hollow durante a 2ª temporada no episódio 8: "Sem coração", uma súcubo é o demônio que aparece na história.
- Na série de light novel japonesa Shinmai Maou no Keiyakusha e na adaptação para anime Shinmai Maou no Testament uma das principais protagonistas femininas, Maria Naruse é uma succubo, ela é a Guardiã de Mio Naruse, que e a unica filha do antigo rei demônio, depois de sua morte.
- No jogo eletrônico de PlayStation "Castlevania - Symphony of The Night", uma succubus se passa pela mãe de Alucard (filho de Drácula).
- No anime Itadaki! Seieki, a protagonista Mari Setagawa é uma succubus.
- A personagem Queen of Pain do jogo Dota 2 é uma succubus.
- No jogo eletrônico Diablo de 1996 existem vários inimigos que são súcubos.